# N24 (Niger)
Die N24 oder RN24 ist eine hochrangige Straße vom Typ Nationalstraße (französisch route nationale) in den Regionen Niamey und Tillabéri in Niger.

## Verlauf und Charakteristik
Die N24 ist insgesamt 294,7 Kilometer lang. Sie beginnt in der Hauptstadt Niamey als Abzweigung von der N1. Sie verläuft zunächst zwischen dem Stadtviertel Issa Béri und dem General-Seyni-Kountché-Stadion. Dann quert sie über eine Brücke den Gounti Yéna, das bedeutendste Trockental am linken Niger-Ufer in Niamey. Sie führt nun entlang der Grenzen mehrerer Stadtviertel: zwischen Dar Es Salam und Tourakou, zwischen Cité Chinoise und Lazaret, zwischen Francophonie und Nord Faisceau sowie zwischen Tchangarey und Koira Tagui. Im ländlichen Gemeindegebiet von Niamey passiert sie die Dörfer Bangou-Tondibia und Goudal Gorou.
In der Region Tillabéri verläuft die N24 zunächst am Ortsrand von Koné Béri. Danach zweigt links die Route 680 nach Banné Béri ab. Die Nationalstraße führt durch den Gemeindehauptort Simiri und quert das Trockental Kori de Ouallam. Sie verläuft durch das Dorf Tolkobey Koira Tégui und passiert das Dorf Sargane. Sie erreicht die Stadt Ouallam, wo zuerst rechts die N33 nach Filingué und dann links N33 nach Tillabéri abzweigen. Im Gemeindehauptort Tondikiwindi zweigt links die Landstraße RR6-003 nach Mangaïzé ab. Es folgen die Dörfer Tizé Gorou und Dinara sowie der Ortsrand des Dorfes Kouloukta Djerma. Im Departementshauptort Banibangou zweigt rechts die N38 nach Balleyara ab. Die N24 passiert danach den Weiler Weidabangou Peulh und führt durch das Dorf Siné Godar. Sie endet an der Staatsgrenze zu Mali.
Es handelt sich bei der N24 zwischen Niamey und Ouallam um eine ausgebaute asphaltierte Straße und zwischen Ouallam und der Staatsgrenze um eine moderne Erdstraße.